# Jacob Saxtorph
Jacob Saxtorph (født 7. september 1771 i Roskilde, død 12. august 1850) var en dansk skolemand. Han var søn af konrektor Hans Christian Saxtorph og far til lægen Hans Christian Saxtorph.
I 1788 blev han student fra Roskilde Katedralskole og året efter hører ved denne. I 1795 tog han den store filologiske skoleembedseksamen. Sin hovedvirksomhed fik Saxtorph 1799 som lærer i realfagene og inspektør ved Blaagaard Seminarium, og da dette 1809 blev flyttet til Jonstrup, udnævntes han til forstander, efter at han i flere år allerede havde udført en forstanders gerning og 1807 fået professortitelen. Saxtorph var en udmærket lærer, hvorom den af ham 1799 udgivne lærebog i fysik vidner, og en fortrinlig forstander, der uden overvurdering forstod at hævde seminarieuddannelsens betydning, hvorfor han indtog en ledende stilling i folkeskole- og seminarieanliggender. I 1807 blev Saxtorph medlem af den store skolekommission og havde her betydelig indflydelse på affattelsen af skoleanordningen for købstæderne. Sammen med P.O. Boisen skrev han en vejledning for de allerede ansatte læreres uddannelse, og seminariereglementet af 1818 skyldes i hovedsagen disse 2 mænds forarbejder. Da interessen for folkeoplysningen tabte sig, forlod Saxtorph seminarievejen og blev 1818 rektor ved Odense Katedralskole, en stilling, han udfyldte til almindelig påskønnelse. I 1843 søgte han afsked.